# جمعية نيو إنجلاند للصحافة المدرسية
جمعية نيو إنجلاند للصحافة المدرسية (NESPA) هي جمعية مقرها كلية الاتصالات بجامعة بوسطن. تهدف الجمعية إلى تعزيز جميع أشكال الصحافة الطلابية، مثل الصحف الطلابية، وبرامج البث، والكتاب السنوي، والمجلات. تعقد جمعية نيو إنجلاند للصحافة المدرسية NESPA مؤتمرًا سنويًا، حيث يتم تقديم العديد من الجوائز إلى الطلاب وأعضاء هيئة التدريس والمستشارين في جميع أنحاء نيو إنجلاند.
تُصنف الجمعية كعضو مشارك في نقابة الصحافة نيو انغلاند. يشغل منصب المدير التنفيذي الحالي للبرنامج هيلين سميث. تنشر الجمعية ثلاث رسائل إخبارية كل عام.

## روابط خارجية
- New England Scholastic Press Association Web Site